# Julian Kedives
Julian Kedives (海王ポセイドン (ジュリアン・ソロ)?, Kaioh Poseidon (Julian Solo)), alias Nettuno (il cui nome è Julian Solo e Poseidon nella versione del manga e dell'anime in originale), è un personaggio dell'anime e manga I Cavalieri dello zodiaco. È la reincarnazione del dio dei mari Nettuno, Poseidone per i greci.
Il termine Kaioh che in giapponese precede il suo nome significa Re del mare (海王ポ) o anche Imperatore degli oceani (海皇ポ), a seconda degli ideogrammi che lo formano.

## Personaggio
Nel manga originale, l'autore diede a Poseidone capelli biondi. Data l'eccessiva preponderanza di toni giallo oro, compreso quello delle sue vesti, come molti altri personaggi ha subito un cambio di tinta, per avere un contrasto maggiore. In questo caso, l'azzurro rappresenta anche un'affinità al mare.
Secondo quanto narrato dall'Hypermyth di Kurumada, Nettuno fu la prima divinità a combattere contro Atena, scatenando così la prima Guerra Sacra per la terra dell'Attica, e anche la prima divinità a creare un suo esercito di Cavalieri, grazie alle conoscenze del popolo di Atlantide, a lui fedele. Sconfitto più volte da Atena, l'anima di Nettuno fu sigillata in un vaso dalla dea della giustizia.
Nel manga classico di Saint Seiya, in alcuni dialoghi, viene rivelato che è stato il dio Poseidon ha scatenare il primo diluvio universale che nell'antichità distrusse quasi tutta l'umanità, è che fu Poseidon ha scegliere la famiglia di Noè per far ricominciare da capo l'umanità.

### Serie classica e film
Unico erede della ricca famiglia Kedives, dominatrice del commercio marittimo, in occasione del suo sedicesimo compleanno conobbe Saori: manifestando l'impressione di conoscerla già da molto tempo, chiese alla ragazza di sposarlo ottenendo però un rifiuto. Amareggiato dalla situazione, la notte stessa notò un bagliore proveniente da Capo Sunio: recatosi alla fonte della luce incontrò Titis, che lo informò di essere la reincarnazione del Dio dei mari e lo trascinò nel regno sottomarino. Una volta giunto nel tempio di Nettuno, edificato dalla stessa divinità in epoche mitologiche, risvegliò parzialmente il cosmo e i ricordi di quest'ultimo; nel periodo a seguire convocò a sua difesa i sette Generali degli Abissi, la cui potenza era ritenuta pari a quella dei Cavalieri d'oro di Atena. Ciò era in realtà parte del piano di Kanon, fratello di Saga e cavaliere d'oro dei Gemelli: dopo essere stato rinchiuso a Capo Sunio tredici anni prima — per aver proposto al gemello di attentare alla vita della neonata Saori — Kanon si era liberato dalla prigionia, giungendo poi nel regno marino dove lo spirito di Nettuno si era manifestato a lui. Deciso a reincarnarsi, come da tradizione, nel corpo di un Kedives il Dio prese possesso di Julian quando questi aveva tre anni: affidato a Kanon il comando delle truppe marine, lo spirito intendeva risvegliarsi completamente tredici anni più tardi per prendere il controllo del mondo. Volendo approfittare della situazione per fini personali, Kanon (che nel frattempo divenne a sua volta un Generale col nome di Sea Dragon) finse di obbedire all'ordine del Dio progettando invece una lunga guerra fratricida che avrebbe portato alla caduta di Atena ed al mancato risveglio di Nettuno.
Dopo la battaglia del Grande Tempio — che aveva causato la morte di ben quattro cavalieri d'oro — i protettori di Saori dovettero recarsi nel Nord Europa per affrontare la minaccia proveniente da Asgard, i cui guerrieri erano comandati da Ilda di Polaris. La sovrana era posseduta da un anello, donatole dallo stesso Kedives nell'ottica di plagiarne la volontà e indebolire Atena: grazie anche all'aiuto di Odino gli eroi riuscirono a fermare Ilda, scatenando le ire di Nettuno che inviò Sirya ad eliminare i superstiti della battaglia. L'ultimo cavaliere di Asgard sopravvissuto, Orion, fermò il Generale degli Abissi a costo della propria vita; quando la pace sembrava ormai prossima a tornare sul mondo, Saori fu rapita dallo stesso Kedives e trasportata nella sua reggia marina.
Rifiutato nuovamente l'invito di Julian a regnare insieme sul mondo, la ragazza accettò di sacrificarsi per salvare la Terra su cui nel frattempo si stavano abbattendo violente piogge e maremoti: Kedives aveva infatti deciso di sterminare l'umanità, per punirla delle sue malefatte, tramite un diluvio. Finché Saori fosse tuttavia riuscita a resistere all'interno del tempio — dopo essere stata imprigionata dallo stesso Dio — il pianeta non sarebbe stato in pericolo: intanto, anche i cavalieri di Atena giunsero nel regno per tentare di salvare la Dea. Nelle ore successive Seiya, Shun, Shiryu, Ikki e Hyoga sconfissero cinque Generali: Baian di Sea Horse, Io di Scilla, Krisaore, Lemuri e Isaac di Kraken furono annientati, mentre le loro colonne vennero abbattute. Gli scontri avevano però indebolito gravemente i cavalieri, circostanza che giovò a Kanon: ancora protetto dall'identità di Sea Dragon, questi fece sparire Ikki — unico cavaliere ancora in forze — ed era ormai prossimo al compimento del suo piano. I sospetti di Sirya (sopravvissuto alla battaglia con Orion) circa il suo vero nome parvero rappresentare un'ulteriore minaccia, ma il Generale fu presto costretto a difendere la sua colonna dall'assalto di Shun. Shaina, intervenuta in aiuto dei cavalieri, fu la prima a raggiungere il palazzo di Nettuno ma il Dio la sconfisse senza neppure doversi muovere dal trono.
Anche Seiya, Shiryu e Hyoga entrarono nel palazzo ma vennero abbattuti dal Dio.: in loro soccorso giunse l'armatura d'oro del Sagittario, indossata da Seiya. Kanon iniziò a manifestare preoccupazioni, poiché i continui assalti a Kedives avrebbero potuto risvegliare lo spirito del Dio vanificando il suo piano di conquista; la ricomparsa di Ikki e la conversione di Sirya — sconfitto da Shun e resosi conto della verità — posero definitivamente termine ai suoi progetti. Intanto, lo spirito di Nettuno fu ridestato dalla battaglia con Seiya: colpito dalla freccia d'oro del Sagittario, il Dio prese completo possesso della volontà di Kedives. Il sopraggiungere di altre due armature d'oro, quelle della Bilancia e dell'Aquario, permisero ai cavalieri di tenere testa allo spirito: un assalto combinato mise inoltre Nettuno fuori combattimento. Seiya riuscì infine ad abbattere la colonna in cui Saori era tenuta prigioniera: risvegliatasi, la fanciulla usò i suoi poteri di Dea della giustizia per fermare Nettuno e sigillarlo nell'anfora.
Risvegliatosi su una spiaggia, il giovane Kedives non conservò ricordo degli avvenimenti.

### Episode G
Nettuno fa anche una piccola comparsa in Episode G, nelle poche scene in cui viene narrato il mito della nascita del Minotauro. Fu proprio il dio del mare a far sì che la moglie del Re Minosse concepisse con il toro di Creta il mostro del Labirinto.

## Poteri
Come dio del mare, Nettuno gode del completo controllo sull'elemento dell'acqua. Fu lui a fondare la reggia degli abissi e a poggiare la volta del mare su sette colonne. Può scatenare inondazioni e diluvi in ogni parte del mondo, tali da far sì che il mondo venga ricoperto dalle acque entro 40 giorni (nel manga classico scopriamo che fu lui a causare il Diluvio Universale narrato dalla Bibbia). È lui che spedisce le armature d'oro nell'Elisio per aiutare i Cavalieri nella battaglia contro Thanatos (che in quell'occasione afferma di percepire un cosmo pari in potenza a quello di Hades) ed è sempre lui a creare con i suoi poteri le armature dei generali degli abissi e la lancia di Krisaore. Nel IV film (attraverso il cosmo del suo alleato Lucifero) si dimostra in grado di provocare fortissimi maremoti. In quanto divinità, possiede inoltre il potere di respingere qualsiasi attacco scagliato contro di lui facendolo ritornare indietro contro chi l'ha scagliato (come fa con i vari colpi dei Cavalieri e la freccia d'oro lanciata da Pegasus). Come attacchi, Nettuno può lanciare micidiali sfere di energia a mani nude, o potenti raggi di energia tramite il suo Tridente. Inoltre con la sola energia emanata dai suoi occhi può distruggere le armature altrui (come fa con quelle di Pegasus, Shiryu e Hyoga).
In Episode G, si dimostra inoltre in grado d'influenzare la mente umana, poiché è stato lui a spingere la moglie di re Minosse (Pasifae) a farsi possedere dal toro di Creta ed a concepire così il Minotauro.

## Adattamento italiano
Nell'edizione italiana Julian/Nettuno è uno dei personaggi della serie con più doppiatori. Questo perché durante la serie di Asgard si scelse di ridoppiare i flashback in cui lo spirito del dio parla ad Hilda, anziché utilizzare l'audio della prima versione. È inoltre uno dei pochi dei greci ad essere chiamato nell'edizione italiana dell'anime col suo nome romano (le altre sono Discordia, che appare nei film, e talvolta Giove), a differenza delle traduzioni dei manga dove (ad esclusione dell'edizione Granata Press di quello classico) viene sempre chiamato Poseidone.

## Altri media
- Nei musical anche Poseidone è interpretato da un membro degli SMAP come i cinque protagonisti, per la precisione da Takuya Kimura[14]
- Compare anche come personaggio nel videogioco per PSP di Saint Seiya Omega.
- Il personaggio appare anche come personaggio giocabile nei videogiochi per PlayStation 3, Saint Seiya: Brave Soldiers e Saint Seiya: Soldiers' Soul.
- Del personaggio sono state realizzate due action figure della linea myth cloth, una riferita alla sua versione anime e una dotata di trono e colorata come nel manga (versione OCE).